# Detrital Wash
 (mai 2017).
Detrital Wash est une rivière qui coule en Arizona et un affluent du fleuve le Colorado.

## Géographie
Elle prend sa source dans les montagnes qui se trouvent au nord de Kingman et se jette dans le fleuve Colorado, en face du lac Mead, proche de Las Vegas. Pendant l’été, la convection peut provoquer des orages transformant le lit asséché de la rivière en torrent boueux.